# ジトーミル空港
ジトーミル空港（ジトーミルくうこう、ウクライナ語: аеропорт «Житомир»）は、ジトーミル州ジトーミルに位置する空港。ジトーミル出身のロケット技術者セルゲイ・コロリョフの名を冠し、ジトーミル・セルゲイ・コロリョフ空港（ウクライナ語: Міжнародний аеропорт «Житомир» імені Сергія Корольова）とも称する。

## 概要
ジトーミル空港は1939年に開港したが、1990年以降、航空機の離着陸がなかったため、2011年11月に民間空港としての登録が取り消された。2015年12月30日に再度、空港証明書が発行され、2016年1月29日から再開された。
2021年6月30日にジトーミル空港への国境検問所開設が採択され、国際線の受け入れが可能となった。
2022年のロシアのウクライナ侵攻においては、2月27日にロシア連邦軍がベラルーシ領土から9K720イスカンデル短距離弾道ミサイルを使用してジトーミル空港を攻撃した。